# جيري غرانت
جيري غرانت (بالإنجليزية: Jerry Grant)‏ هو سائق سباق أمريكي، ولد في 23 يناير 1935 في سياتل في الولايات المتحدة، وتوفي في 12 أغسطس 2012 في أورانج في الولايات المتحدة بسبب السكري.